# Палаванска летећа лисица
Палаванска летећа лисица или палавански ацеродон (Acerodon celebensis) је врста слепог миша из породице велики љиљци (Pteropodidae).

## Распрострањење
Ареал врсте је ограничен на једну државу. Филипини су једино познато природно станиште врсте.

## Станиште
Станишта врсте су шуме и травна вегетација. 

## Угроженост
Ова врста се сматра рањивом у погледу угрожености врсте од изумирања.